# Ådselgrib
Ådselgribben (Neophron percnopterus) er en mellemstor rovfugl med et vingefang på op til 170 centimeter. Den er udbredt i Sydeuropa, i store dele af Afrika nord for ækvator, det sydvestlige Asien samt Indien. Den lever af ådsler af mindre dyr som egern og slanger samt af insekter, der fanges levende. Ådselgrib er den eneste art i slægten Neophron.

## Beskrivelse
Det er en lille grib, der er på størrelse med en stor fjeldvåge. Ådselgribben har ret brede vinger med lille hoved og kort hale. Hovedet virker spidst på grund af det lange, tynde næb. Fjerdragten hos voksne fugle er karakteristisk hvid på krop, hale og vingedækfjer i kontrast til sorte svingfjer.
Den er normalt tavs.

## Udbredelse og rødliste
Ådselgribben er i den internationale rødliste angivet som truet. Dette skyldes, at bestanden fornylig har underegået en kraftig tilbagegang i Indien på grund af forgiftning, tilbagegang over en lang periode i Europa og Vestafrika samt en igangværende tilbagegang i resten af artens afrikanske udbredelsesområde.